# Kościół św. Michała Archanioła w Mieścisku
Kościół św. Michała Archanioła w Mieścisku – katolicki kościół parafii św. Michała Archanioła w Mieścisku, zlokalizowany w mieście Mieścisko przy ulicy Kościelnej 1.

## Historia
Kościół zbudowany został w latach 1875–1876, jest trzecią katolicką świątynią w tej miejscowości. 
Pierwsza powstała na początku XV w. (akta z 1416 r. wymieniają ją jako od dawna istniejącą). Zbudowana była z drewna, spłonęła w 1769 r.
Drugi kościół, wzniesiony po pożarze, spłonął w 1866 r.
Kościół stanowi jedyny zabytek w mieście.

## Ołtarze

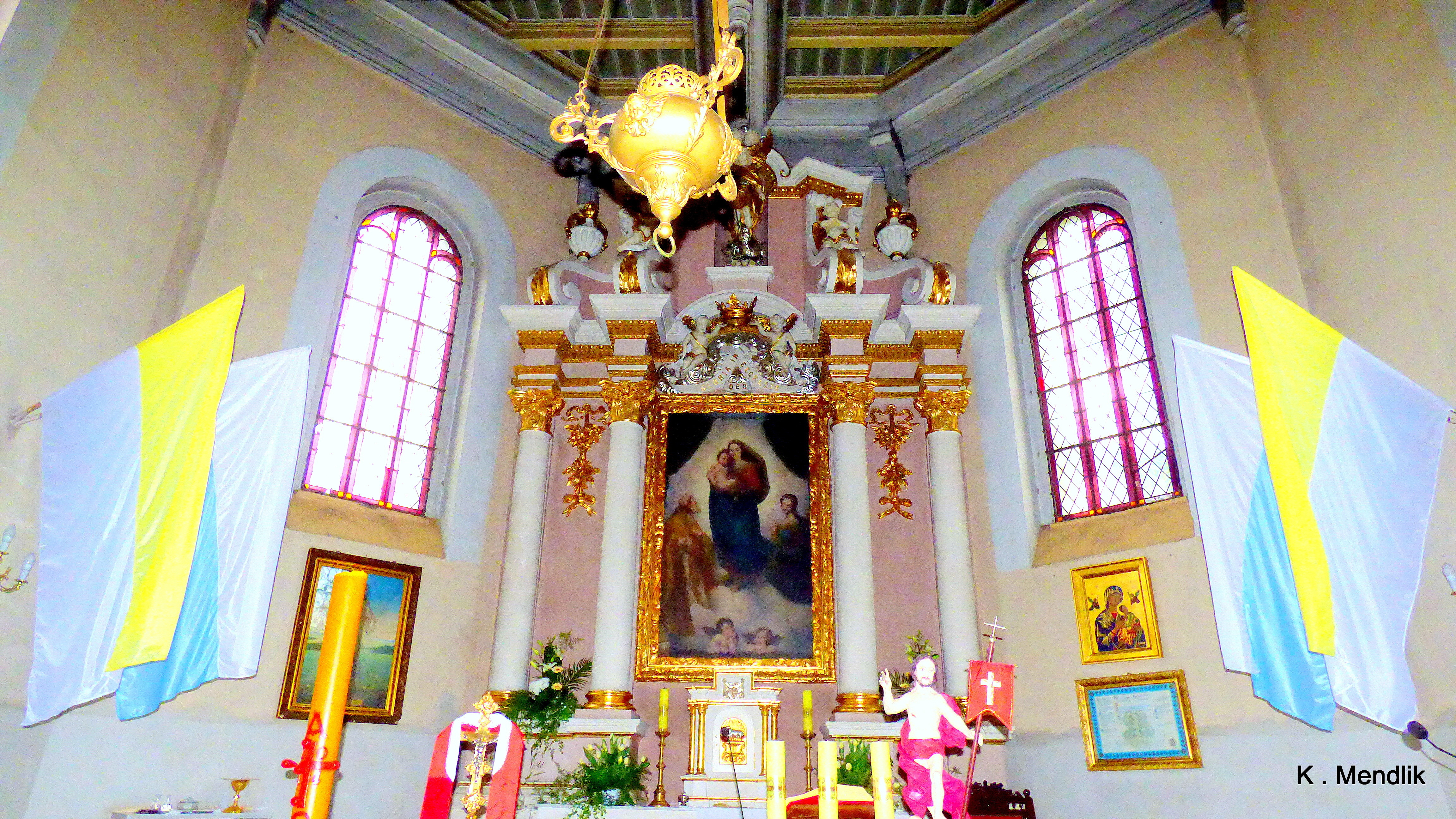
Ołtarz

W kościele są trzy ołtarze. W ołtarzu znajduje się kopia obrazu Matki Boskiej Sykstyńskiej. Nad nią na samej górze jest figura św. Michała Archanioła. 
W kościele znajdują się dwa drewniane ołtarze boczne. Po prawej stronie obraz Matki Boskiej z dzieciątkiem z połowy XVIII wieku, w srebrnej sukience. Po lewej stronie figura Jezusa ukrzyżowanego. W kościele jest drewniana ambona i chrzcielnica. W 1937 r., do kościoła zakupiono pneumatyczne organy.
W 2015 roku obraz Matki Boskiej Sykstyńskiej zastąpił najcenniejszy obraz w kościele. W kronikach istnieje wpis kardynała Stefana Wyszyńskiego, który pisze o wspaniałym obrazie Matki Boskiej Miłosiernej z bocznego Ołtarza i proponuje przeniesienie go do głównego Ołtarza. W 2015 r. proboszcz parafii ksiądz Andrzej Panasiuk, który odnalazł dawny wpis podejmuje decyzję o przeniesieniu obrazu Matki Boskiej Miłosiernej do Ołtarza głównego. Obraz Matki Boskiej Sykstyńskiej po renowacji zostaje umieszczony nad wejściem do zakrystii.

## Remonty i renowacje
Od roku 1998 w kościele wykonano prace remontowe oraz konserwatorskie na ołtarzu głównym, stole ołtarzowym i prezbiterium. Wykonano prace polegające na odwilgoceniu ścian, położono posadzkę marmurową, a także wymieniono pokrycie dachowe wraz z kapitalnym remontem wieży kościelnej.

## Pochowani
- Helena Kowalewska (1916–2018) – polska nauczycielka, uhonorowana tytułem Sprawiedliwy wśród Narodów Świata.